# Ava Capri
Pour les articles homonymes, voir Capri (homonymie).
Ava Capri, née le 10 novembre 1995 à Los Angeles (Californie), est une actrice américaine.

## Biographie
Elle est en couple avec l'actrice, réalisatrice et scénariste Alexis G. Zall.

## Carrière
En 2019, elle incarne Dylan dans The Experience, un drame sur le passage à l'âge adulte LGBTQ+, écrit et réalisé par Katerina Gorshkov.
Depuis 2021, elle incarne Lucy dans la série Love, Victor, spin-off télévisé du film Love, Simon de Greg Berlanti. La même année, elle est annoncée au casting de Strangers, une comédie noire de Netflix.

## Filmographie

### Cinéma
- 2018 : Write When You Get Work de Stacy Cochran (en) : Maxine Schotz
- 2019 : The Experience de Katerina Gorshkov : Dylan
- 2020 : Blast Beat de Esteban Arango : Alana[2]
- 2020 : Embattled de Nick Sarkisov : Keaton Carmichael
- 2022 : Si tu me venges… de Jennifer Kaytin Robinson : Carissa
- 2022 : When Time Got Louder de Connie Cocchia : Karly

Prochainement
- Little Rituals de Marcus Nash : Alice

### Télévision

#### Séries télévisées
- 2015 : Parks and Recreation : Evangeline
- 2018 : T@gged : Olive (3 épisodes)
- 2021-2022 : Love, Victor : Lucy (6 épisodes)
- 2024 : Pretty Little Liars: Summer School : Jen Fox (7 épisodes)

#### Téléfilms
- 2018 : Staties : Felicity King[4]